# Парк, Джон (футболист)
Джон Парк (англ. John Parke; род. 6 августа 1937, Бангор, Северная Ирландия, Великобритания — 27 августа 2011) — североирландский футболист, игрок национальной сборной (1963—1967).

## Карьера
Начал футбольную карьеру юниором в составе «Клинтолфилла», затем выступал за основу «Линфилда», в 1963 году переходит в шотландский «Хиберниан», затем — в английский «Сандерленд» и бельгийский «Мехелен». В составе национальной сборной дебютировал в ноябре 1963 года, когда Северная Ирландия переиграла Шотландию со счетом 2:1. В 1968 году завершил свою карьеру игрока.

## Достижения
- Чемпион Северной Ирландии — 1954/55, 1955/56, 1958/59,
- Обладатель Кубка Северной Ирландии — 1961/62, 1962/63,
- Серебряный призёр чемпионата Северной Ирландии — 1957/58, 1960/61.